# Hákonarmál

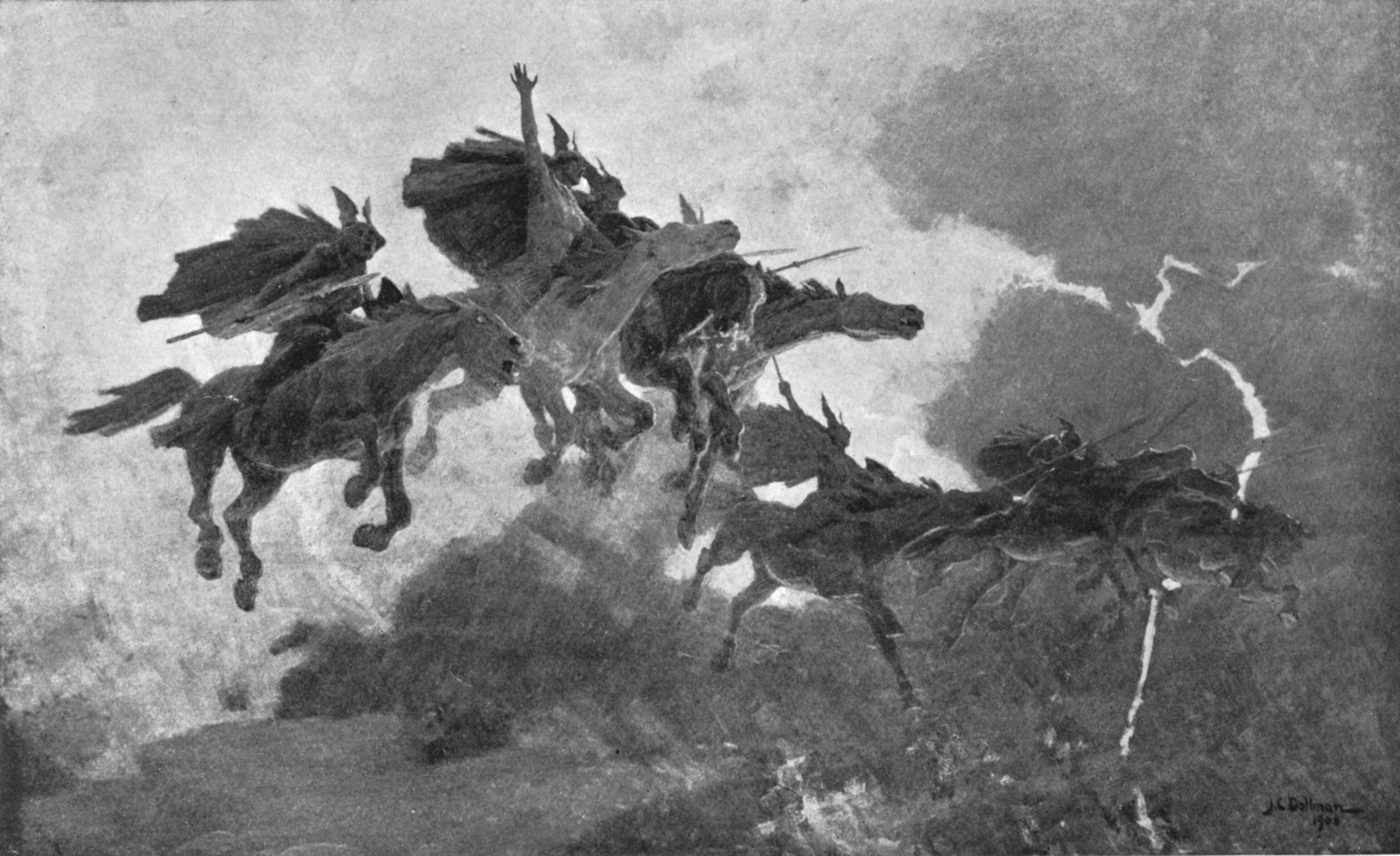
Representación

Hákonarmál es un poema escáldico que Eyvindr skáldaspillir compuso sobre la caída del rey noruego Hákon en la batalla de Fitjar y su posterior recepción en el Valhalla. Este poema emula a Eiríksmál y tiene la intención de describir a un Hákon que fue temporalmente cristiano, para acabar siendo amigo de los dioses paganos. El poema fue preservado en su totalidad y es ampliamente reconocido por su belleza.
La última estrofa de la obra está claramente relacionada con una estrofa de Hávamál. El punto de vista tradicional es que Hákonarmál la tomó prestada de ese poema, aunque la relación puede ser a la inversa o incluso que ambos deriven de una tercera fuente desconocida.